# Christian Ege Nielsen
Christian Ege Nielsen (født 18. december 1990) er en dansk fodboldspiller, som er spillende assisterende træner i Aarhus Fremad.
Christian Ege Nielsen er midtbanespiller og assisterende træner i Aarhus Fremad i 2. division .

## Klubkarriere
Ege Nielsen startede sin karriere i Fredericia fF i en alder af syv år. Senere spillede han for Vejle Boldklub, inden han skiftede videre for at spille for Middelfart Boldklub. I 10. klasse startede han på Hessel Gods Fodboldkostskole, hvor han endte med at tilbringe fire år.
Han spillede her for Grenå, som senere fusionerede for omkringliggende klubber for at danne FC Djursland. Han var en del af det hold, der rykkede fra Danmarksserien til 2. division med FC Djursland.
En af trænerne på Hessel Gods Fodboldkostskole, Lars Lundkvist, tilbød Nielsen en kontrakt med Brabrand IF i 2010, for hvem han samtidig var træner for. Nielsen skrev under under på en toårig kontrakt. Da kontrakten var ved at udløbe, kontaktede han FC Fredericia for en prøvetræning, men i første omgang blev han ikke tilbudt en plads i truppen. I stedet trænede han sideløbende med, og senere valgte klubben at tilbyde ham en et års kontrakt. I 2022 har Nielsen skiftet karrieren i Fc Fredericia ud med en rolle som spillene assisterende træner i 2 divisions klubben Aarhus Fremad.